# The Church (Film)
The Church (Originaltitel: La chiesa) ist ein italienischer Horrorfilm des Regisseurs Michele Soavi aus dem Jahr 1989. Produziert wurde der Film von Dario Argento, der auch am Drehbuch beteiligt war; seine Tochter Asia wirkt in einer Rolle mit.
Der Streifen ist auch unter dem Namen Demons 3 erschienen. Ursprünglich sollte er den dritten Teil der Dämonen-Reihe (die Fortsetzung zu Dèmoni von 1985 und Dèmoni 2 von 1986) darstellen, wurde dann aber doch als eigenständiger Film vermarktet.

## Handlung
Im Mittelalter reitet eine Gruppe Deutschordensritter durch ein waldiges Gebiet. Sie werden von einem älteren Mann auf eine Höhle nahe einer Siedlung aufmerksam gemacht, deren Eingang mit „666“, der Zahl des Teufels versehen ist. Im Inneren stoßen sie auf einige Frauen, eine davon hat am Fuß ein Teufelssymbol. Die Ritter töten die Bewohner der Höhle und richten danach im Dorf ein grausames Blutbad an den als Ketzer bezichtigten Bewohnern an. Dabei finden sämtliche Einwohner den Tod, auch Tiere werden getötet. Anschließend wirft man ihre Leichen in ein Massengrab. Der anwesende Geistliche fürchtet, dass die Toten wiederkehren und den Satan um Hilfe anrufen werden, weshalb die Grube rasch zugeschüttet und über diese ein großes Kreuz gelegt wird. Es wird beschlossen, über dem Ort eine Kirche zu errichten, um damit das dort ruhende Böse für immer an den Ort zu bannen.
Jahrhunderte später befindet sich die auf den Leichen der getöteten Dorfbewohner errichtete gotische Kathedrale inmitten einer modernen deutschen Großstadt. Die Restauratorin Lisa stößt während Restaurierungsarbeiten an dortigen Fresken auf ein geheimnisvolles chiffriertes Pergamentstück. Vertrauensvoll wendet sie sich an den neuen Bibliothekar Evald, mit dem sie zudem eine Affäre beginnt. Der für die Katalogisierung antiker Bücher zuständige Mann überzeugt die junge Frau, ihren historischen Fund zunächst geheim zu halten, ihn also nicht dem verantwortlichen Domherrn zu melden. Evald versucht eigenmächtig und getrieben von einer abenteuerlichen Neugier das Geheimnis der altertümlichen Schrift mitsamt dem alten Gemäuer zu ergründen. Im Zuge seiner Nachforschungen erfährt er etwas von einem verborgenen Ort und einem sagenumwobenen „Stein mit sieben Augen“, einem uralten Siegel im Untergrund des Sakralbaus. Inspiriert wird er dabei von Fulcanellis Ausführungen über eine tiefere Bedeutung der Errichtung gotischer Kathedralen. Er vermutet auch, dass sich unter den Kirchen eine Reihe von wertvollen Gegenständen befinden könnten, die damals aus dem Heiligen Land nach Europa gebracht wurden. Leichtsinnig öffnet er das Siegel und lässt so unwissentlich das Böse aus dem Grab auferstehen. Er selbst wird urplötzlich von etwas Fremdartigem attackiert, verliert kurzzeitig das Bewusstsein und ist fortan psychisch wie physisch verändert. Er ist nun ein Diener des Bösen. Anschließend sucht Evald die Nähe der pubertierenden Lotte, der jungen Tochter des ebenfalls befallenden Küsters. Diese erkennt in ihm wie auch in ihrem inzwischen ebenfalls besessenen Vater bösartige Dämonen und flüchtet. Kurz darauf eskaliert die Situation.
In dem ehrwürdigen Gotteshaus werden diverse Gläubige, Besucher sowie eine Hochzeitsgesellschaft wie von Zauberhand eingeschlossen. Nachdem weitere Menschen im verriegelten Gebäude besessen werden, zwischenzeitlich kam es zum ersten Todesfall, beschließt der alte Domherr, der aus einer alten Inschrift von den altertümlichen Umtrieben erfuhr, etwas gegen die mordlustige „Brut des Satans“ zu unternehmen. Sein Plan sieht vor, die Kathedrale mit allen Menschen zum Einsturz zu bringen, um eine Ausbreitung des Bösen, also auf Gebiete außerhalb der Kirche, zu verhindern. Beim Bau der Kirche wurde damals ein Mechanismus eingerichtet, dass durch das Einwirken an einer bestimmten Stelle das gesamte Gotteshaus zum Einsturz gebracht werden kann. Der dunkelhäutige Priester Kos will die Eingeschlossenen jedoch nicht diesem Schicksal überlassen und kämpft – nach dem überraschenden Unfalltod des Domherrn – ganz auf sich gestellt gegen die Übermacht des Bösen. Er muss jedoch bald erkennen, dass das Böse bereits von einem Großteil der Eingeschlossenen Besitz ergriffen hat. Zu diesem Zeitpunkt trifft er Lotte, die durch ein kleines Loch im Keller die Kathedrale heimlich nach Belieben verlassen und betreten kann. Er rät der jungen Frau, das Haus Gottes zu verlassen.
Er selbst macht sich daran, den Punkt zu finden, mit dem die Kathedrale zum Einsturz gebracht werden kann. Er findet den Mechanismus schließlich im Grab des damaligen Bauherrn und löst diesen in selbstmörderischer Absicht aus, woraufhin das Gotteshaus in sich zusammenfällt. Dabei bleibt lediglich der Turm des Gebäudes erhalten.
Zwei Tage nach dem Vorfall begibt sich Lotte, die beide Eltern verloren hat, mit einem Strauß Blumen in die Trümmer, um diese dort abzulegen. Dabei entdeckt sie den Stein mit sieben Augen inmitten der Trümmer und legt diesen frei. Kurz darauf löst sich der geheimnisvolle Steinquader und legt einen unterirdischen Zugang frei, aus dem ein seltsames Licht herausdringt und in den das junge Mädchen in freudiger Erwartung hinabblickt.

## Produktion

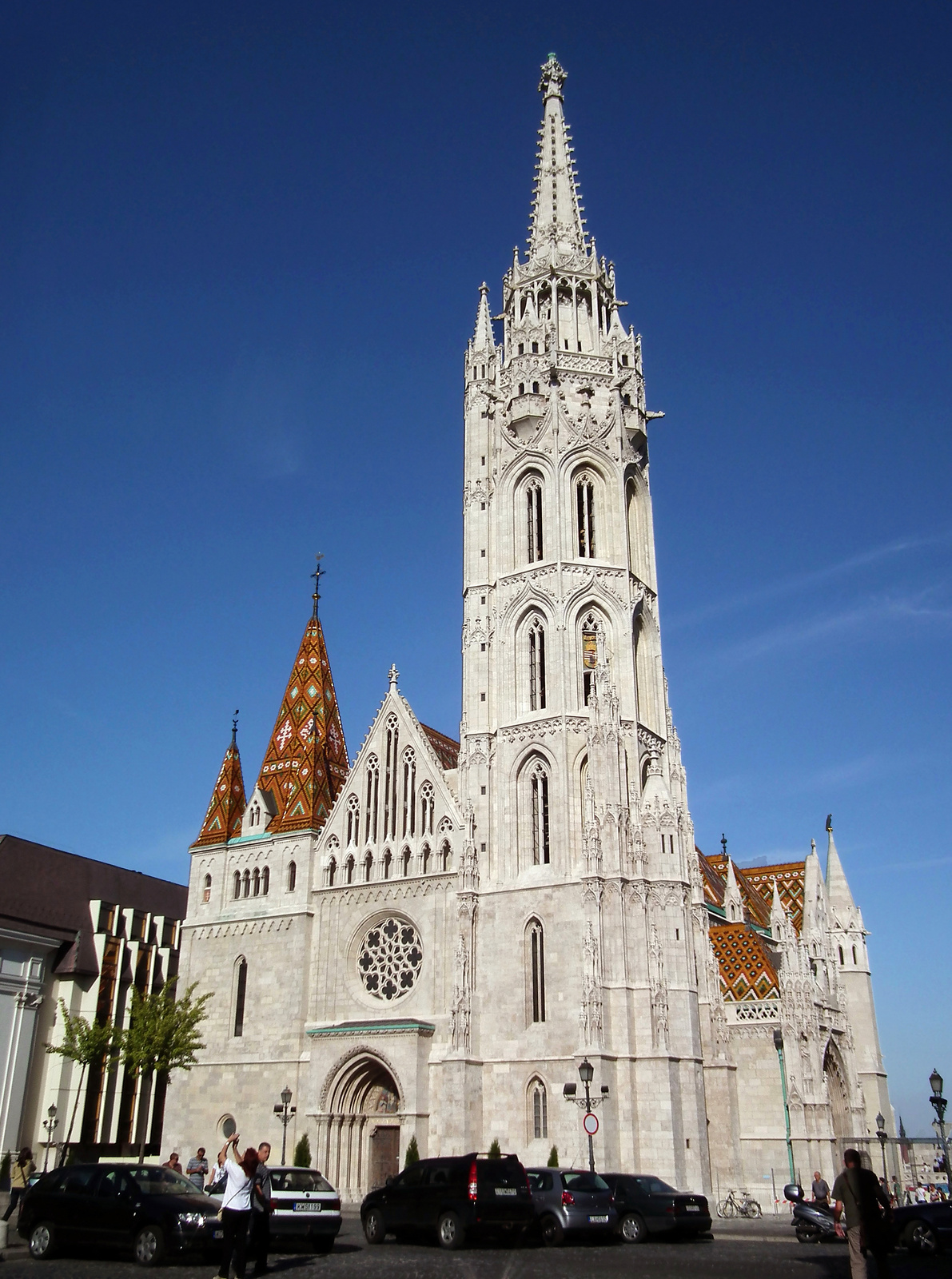
Die Budapester Matthiaskirche als einer der Drehorte

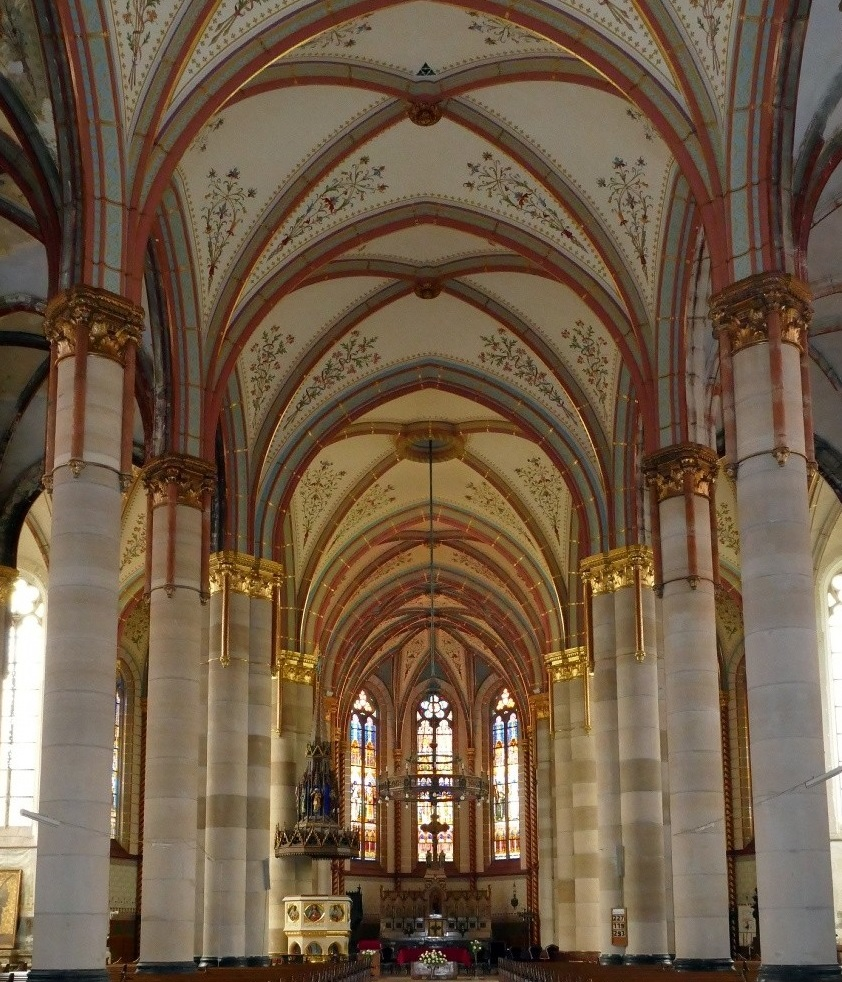
Die Innenaufnahmen wurden in der St.-Elisabeth-Kirche in Budapest gedreht.

Viele Außenaufnahmen fanden in Hamburg statt. So sieht man im Film bei Lottes nächtlichem Ausflug die beleuchtete Mönckebergstraße, die Brücke zwischen Binnenalster und Außenalster sowie mehrere U-Bahn-Stationen. Nach der Zerstörung der gotischen Kathedrale dient die markante innerstädtische Ruine der St. Nikolai-Kirche als Kulisse. Für die Außenaufnahmen der unzerstörten Kirche diente die ungarische Matthiaskirche in Budapest. Innenaufnahmen wurden in der St.-Elisabeth-Kirche in Budapest gedreht.

## Kritiken
Das Lexikon des internationalen Films schrieb, das Werk sei „ein unüberzeugender Horror-Schocker, der vage Carpenters ‚Fürsten der Dunkelheit‘ (1987)“ plagiiere. Der Film sei des Weiteren „voller drastischer Spezialeffekte“ und „für abgebrühte Fans des Genres.“

## Trivia
Auf dem 2001 veröffentlichten Album „Werwolfthron“ der rechtsextremen Black-Metal-Gruppe Absurd wird in dem Lied „Die Kathedrale“ die Handlung des Filmes verarbeitet.